# هومالميناوية
الهومالميناوية (الاسم العلمي:Homalomeneae) هي قبيلة من النباتات تتبع الفصيلة اللوفية من رتبة المزماريات.

## أجناس الهومالميناوية
- الهومالمينة